# Académies talmudiques en Babylonie
Les académies talmudiques (yeshivot) de Babylonie, également appelées les académies gaoniques, bien qu'elles aient été fondées à la période des docteurs du Talmud, quelques siècles plus tôt, étaient le centre de l'éducation juive et du développement de la Loi juive en Mésopotamie d'à peu près 220 EC à 1038 EC (ou, selon les dates hébraïques, de 3980 AM à 4798 AM). C'est sur leur modèle que furent conçues les académies talmudiques ultérieures.
Pour les Juifs de la période des Amoraïm et des Gueonim (correspondant à l'antiquité tardive et au haut Moyen Âge), les académies babyloniennes occupèrent la même fonction que l'ancien Sanhédrin, celle d'un concile d'autorités spirituelles juives. Les communautés juives en diaspora se référaient toujours à l'exil à Babylone de -586, et selon la tradition religieuse, de nombreux exilés de Babylone n'auraient pas répondu à l'appel d'Ezra et Néhémie et seraient restés dans cette ville ; parmi leurs descendants, il y aurait eu les deux docteurs de la Loi, Rav Achi et Ravina. Quoi qu'il en soit, au VIe siècle, à l'époque de la dynastie sassanide zoroastrienne, la ville de Babylone était déjà en grande partie ruinée comme en témoignait déjà Pline l'Ancien, mais le savoir juif se perpétuait ailleurs en Babylonie, à Firouz Shabour, Mata Mehassia, Nehardea, Nisibis, Mahoza, Poumbedita, Séleucie, Soura ainsi qu'en Égypte, au Caire, où se trouvait la synagogue Ben Ezra dans le quartier appelé « Babylone », et plus tard à Damas et Bagdad. Les deux académies les plus réputées étaient celles de Soura et de Poumbedita : la première fut pendant longtemps prédominante, mais son autorité déclina vers la fin de la période gaonique, et le gaonat de Poumbedita, dans lequel fut transféré le collège de Nehardea, prit l'ascendant. Des centres moins importants, généralement périphériques, exerçaient aussi quelque influence. Ce furent les seules académies à survivre aux persécutions survenues à l'époque des Savoraïm, intermédiaire entre celles des Amoraïm et des Gueonim.
La plupart de ces académies étaient proches de la capitale sassanide, Ctésiphon, qui était en ce temps la plus grande ville du monde après Constantinople. Le principal travail de ces académies fondées par Rav Abba bar Aybo et Shmouel fut la compilation du Talmud de Babylone, amorcée par Rav Achi et Rav Ina, principaux guides spirituels de la communauté juive de Mésopotamie, vers l'année 550. Le travail éditorial de leurs successeurs, les Savoraïm, continua sur ce texte pendant les 250 ans qui suivirent, s'achevant à la fin du VIIe siècle. Après la conquête de la Perse au VIIe siècle, elles restèrent en fonction pendant encore quatre cents ans sous le califat islamique.
Les académies de Babylone prirent un ascendant considérable sur la vie juive au cours de la période des Gueonim, considérés comme les dirigeants spirituels de l'ensemble des communautés de la diaspora juive (à l'exception des possessions fatimides d'Égypte et de Syrie dirigées par les Académies talmudiques en terre d'Israël). Selon l'épître de Sherira Gaon, qui sert de référence pour la période gaonique, le premier gaon de Soura fut Mar Rav Mar, qui en assuma la fonction en 609, et le dernier aurait été Samuel ben Hofni, décédé en 1034 (en réalité, il semble qu'au moins trois gueonim lui aient brièvement succédé, mais à sa mort, l'académie de Soura était déjà fermée) ; le dernier gaon de Poumbedita fut Hizkiya Gaon, déposé et torturé à mort en 1040, selon les sources traditionnelles (bien que les études modernes ne semblent pas les confirmer). Toutefois, il est généralement considéré que la période des Gueonim s'arrête à la mort de Haï Gaon, en 1038, couvrant donc approximativement 450 ans.

## Histoire

### D'Ezra à Juda
Les Juifs de Babylonie ont probablement pris part aux changements et mouvements qu'Ezra et ses successeurs, tous natifs de la Babylonie, ont introduit en terre d'Israël. Cependant, pour les quatre siècles qui séparent Ezra le Scribe (aux environs du Ve siècle AEC) de Hillel l'Ancien (Ier siècle AEC), il n'y a aucun détail éclairant sur l'histoire des Juifs en Babylonie. Les indications données par Flavius Josèphe, concernant la période parthe, font état d'une communauté populeuse, comportant des éléments plus notables par leurs faits d'armes que leur érudition. Pour les siècles suivants, de Hillel à son descendant Juda le Prince, qui a vécu environ deux siècles après son ancêtre, quelques maigres renseignements sur l'instruction des Juifs babyloniens apparaissent dans le Talmud.
Sherira Gaon, dont l'épître constitue la principale source sur les écoles babyloniennes, écrit à propos de cette période : « Bien que sans aucun doute, une instruction publique de la Torah ait été dispensée ici en Babylonie, il n'y avait pas, en dehors des exilarques, de directeurs d'écoles reconnus jusqu'à la mort de Rabbi [Juda le Prince]. »
Le siège principal du judaïsme babylonien est Nehardea, à l'exception d'une période de persécution suivant la mort d'Anilaïos et Asinaïos ; la ville abrite une très ancienne synagogue, construite selon la tradition à l'époque du roi Joacihin. Rabbi Akiva, émissaire du Sanhédrin, s'y rend à la période précédant la venue de Hadrien, pour discuter d'un point de loi matrimoniale avec Nehemia de Bet Dli, un Sage local. À Huzal, une localité voisine de Nehardea, une synagogue se trouve non loin des ruines de l'académie d'Ezra.
À la même époque, Judah ben Bathyra tient son école à Nisibis, où se réfugieront de nombreux savants palestiniens lors des persécutions romaines. 
Croyant le centre d'étude en terre d'Israël détruit, Hanania, le neveu de Yehochoua ben Hanania, reconstruit un centre à Nehar-Peḳod ; des docteurs de la terre d'Israël veilleront cependant à ce qu'il se réduise en importance, afin de ne pas causer de schisme entre la terre d'Israël et Babylone. Ce sont par ailleurs des Babyloniens qui aideront à la reviviscence du centre israélite.

### Fondation des académies
Parmi ces Juifs babyloniens qui reviennent en terre d'Israël afin de relever ses centres d'études à la suite des campagnes et persécutions de Hadrien, se distingue Rabbi Nathan, parent de l'exilarque, nommé à la tête de l'académie de Ousha, qui continue son activité même sous Juda Hanassi (alors que les centres ont été relevés). Un autre Babylonien, Rabbi Hiyya, est l'un des plus importants maîtres à penser de la fin de l'ère des Tannaïm. Un midrash rapporte que Rabbi Hiyya aurait enseigné à son neveu Rav « toutes les règles d'étude de la Torah selon la méthode de Babylonie. »
Le retour de Rav en Babylonie, en l'an 530 de l'avènement des Séleucides (c'est-à-dire en 219 EC), marque une époque, celle du début de la prédominance du judaïsme babylonien dans la vie juive, jusqu'à la mort de Haï Gaon en 1038 EC. 

Lorsque Rav arrive à Nehardea, des érudits d'envergure, comme Rabbi Chila et Shmouel, y enseignent déjà. Laissant à ce dernier l'instruction des Juifs à Nehardea, Rav fonde une nouvelle académie, à 20 parasanges de distance, dans la ville de Soura. C'est ainsi qu'existent en Babylonie deux académies contemporaines, assez éloignées l'une de l'autre pour ne pas interférer dans leurs affaires mutuelles. Rav et Shmouel jouissant tous deux d'une grande réputation et d'un nom moins grand prestige, leurs académies sont considérées comme d'importance et d'influence égales. Les discussions et cours de Rav et Shmouel forment la première strate dans la composition du Talmud de Babylone. La coexistence pendant de nombreuses décennies de ces deux collèges de même rang a créé le phénomène où deux académies talmudiques dirigent la vie spirituelle en Babylonie. Ces académies devinrent, avec quelques légères interruptions, une institution permanente et un facteur de poids dans le développement du judaïsme babylonien.
Lorsqu'Odénat détruit Nehardea en 259 — douze ans après la mort de Rav et cinq après celle de Shmouel — le collège de Nehardea est transféré dans la ville voisine de Poumbedita (actuellement Falloujah), où Juda ben Ezéchiel, plus connu comme Rav Yehouda, disciple de Rav et Shmouel, avait fondé sa propre école. Du tant de son fondateur, et plus encore de celui de ses successeurs, la yechiva de Poumbedita acquiert une réputation d'acuité intellectuelle et de subtilité, qui dégénère souvent en ergotages. Poumbedita devient donc l'autre pôle de la vie intellectuelle des Juifs babyloniens, et conserve ce rôle jusqu'à la fin de la période gaonique.
Nehardea retrouve sa prééminence avec Amemar, un contemporain de Rav Ashi. Le lustre de Soura (également connue sous le nom d'une ville voisine, Mata Meḥassya, dans laquelle l'académie se situe temporairement, ou par intermittence) est rehaussé par le disciple et successeur de Rav, Rav Houna, sous la direction duquel le nombre d'élèves atteint des chiffres inégalés jusqu'alors. À la mort de Rav Houna, en 297, Rav Yehouda, directeur de l'académie de Poumbedita, est également reconnu par les sages de Soura comme leur directeur. Cependant, après sa mort survenue deux ans plus tard, Soura devient le seul centre d'études, avec Rav Ḥisda à sa tête. Ḥisda avait déjà rebâti au temps de Houna l'académie de Rav, tombée en ruines, tandis que le collège de Houna se trouvait à Mata Meḥassya. À la mort de Ḥisda, en 309, Soura perd sa prépondérance pour une longue période.
À Poumbedita, Rabba bar Nahmani (mort en 331), Joseph (mort 333), et Abaye (mort en 339) se succèdent à sa direction. Rava, transporte ensuite le collège dans sa ville natale, Mahoza. L'étude de la Loi atteint sous ces maîtres un nouveau développement, en particulier les discussions d'Abaye et Rava, qui forment une strate du Talmud de Babylone. Des savants fuyant les persécutions romaines en terre d'Israël, contribuent également fortement à élever le niveau des débats et du savoir.

À la mort de Rava, en 352, le collège retourne à Poumbedita ; son directeur, Nahman bar Isaac (mort en  356) est un disciple de Rava. On peut percevoir dans sa méthode d'enseignement les première traces de tentatives en vue de systématiser l'importante masse de données qui s'est accumulée dans la Gémara babylonienne, laquelle forme avec la Mishna le corpus du Talmud de Babylone. C'est cependant à Soura, et non à Poumbedita, qu'il est revenu de réaliser ce travail : après la mort de Rava, un autre élève a fondé une académie à Naresh, près de Soura ; cette académie est la première à avoir interféré avec la croissance de l'école de Soura, mais Soura regagne la suprématie après la mort de Papa, grâce à Rav Achi. Sous sa conduite, et pendant plus d'un demi-siècle (Rav Achi est mort en 427), Soura attire tant de monde que les exilarques eux-mêmes s'y rendent à chaque automne, afin d'y tenir leurs réceptions traditionnelles. Poumbedita s'incline devant Soura, et ce pendant plusieurs siècles.
La période d'activité inhabituellement longue de Rav Achi, sa position haute et incontestée, son érudition et le contexte historique favorable, furent tous des facteurs importants dans l'accomplissement de la tâche qu'il avait entreprise : la collecte et organisation du matériel accumulé au cours des deux siècles précédents dans et par les yeshivot babyloniennes. Si la composition de l'œuvre littéraire proprement dite, en particulier son aspect discursif, n'a eu lieu que plus tard, Rav Achi n'en est pas moins, ainsi que l'affirme la tradition, le père du Talmud babylonien. Son travail a certes été considérablement amplifié par la suite, mais sa forme est demeurée inchangée.
Le Talmud de Babylone doit être considéré comme l'œuvre de l'académie de Soura, à laquelle Rav Achi soumettait lors de chaque assemblée générale semi-annuelle les résultats de son investigation et de sa sélection, traité après traité (ce processus fit lui-même l'objet de discussions, consignées dans le Talmud). Ses successeurs à Soura continuèrent, perfectionnèrent et couchèrent probablement sur papier le fruit du labeur de Rav Achi, qu'ils préservèrent lors des persécutions qui s'abattirent sur les Juifs de Babylonie peu après sa mort. Ce sont d'ailleurs ces persécutions qui sont à l'origine de la publication du Talmud en tant qu'œuvre complète. Ravina (ou Rav Avina), enseignant de Soura, est considéré par la tradition comme le dernier docteur du Talmud ; l'an de sa mort (812 de l'ère séleucide, c'est-à-dire 500 de l'ère commune) est considéré comme la date de clôture du Talmud.
Après sa mort, les Juifs se réfugient à Poumbedita, relativement épargnée par les persécutions anti-juives. Raba Yossi est à la tête de l'académie. Soura décline, tandis que l'étude se perpétue à Poumbedita, qui devient l'académie-maîtresse en Babylonie.

### Ères des Savoraïm et Gueonim
Les trois siècles d'élaboration du Talmud de Babylone dans les académies fondées par Rav et Shmouel furent suivies de cinq siècles, couvrant la période des Savoraïm, où le texte fut pieusement préservé, étudié, exposé dans les écoles, et rédigé sous sa forme finale et la période des Gueonim, qui le firent accepter en norme par l'ensemble des communautés juives en diaspora.
Soura et Poumbedita s'affirmèrent comme les seuls centres d'étude importants ; leurs collèges, et surtout leurs directeurs, étaient considérés comme des autorités indisputées, leurs opinions et décisions étaient quémandées en tout lieu où pouvait se tenir une vie juive communautaire.
La Aggada va jusqu'à dire que Dieu a créé ces deux académies afin que la promesse soit réalisée de ne jamais laisser la parole de Dieu quitter la bouche d'Israël.
Les périodes de l'histoire juive suivant immédiatement la compilation du Talmud sont désignées du nom des directeurs de ces académies, et sont donc intitulées « ère des Savoraïm » (499 EC - 589 EC) et « ère des Gueonim » (589 EC - 1038 EC) respectivement: du point de vue juif en effet, ces périodes ne sont pas marquées par le déclin intellectuel qui leur a valu dans le monde occidental l'appellation de Moyen Âge, mais au contraire par une fermentation intense qui a donné naissance à la « science » et à la civilisation juives. Cependant, si les académies babyloniennes furent en ce temps le centre de la vie juive, elles n'en ont pas été le seul pôle, la terre d'Israël s'étant imposée dans de nombreux champs culturels de l'époque, dont le Midrash et la Massorah.
Le titre de Gaon, autrefois réservé au rosh yeshiva de Soura, se généralise à partir du passage de la Babylonie sous contrôle arabo-musulman, au VIIe siècle, lorsque la position et le rang officiels des exilarques et des scholarques est revu selon les normes du conquérant. Cependant, afin de maintenir la continuité entre les tenants du titre, il convient d'admettre une activité des Savoraïm au VIIe siècle ou d'accepter une origine plus ancienne du titre de Gaon. En fait, les deux titres ne sont appliquées qu'à titre conventionnel et indifféremment ; Savoraïm et Gueonim furent tous les directeurs de Soura ou Poumbedita, et sont à ce titre les successeurs des Amoraïm.

### Apogée et déclin des académies
Le haut statut de Soura se maintint jusqu'à la fin du VIIIe siècle, à la suite de quoi l'académie de Poumbedita, mieux financée, prit l'ascendant, et porta des coups de plus en plus sérieux à rivale ; l'un des Gueonim de Poumbedita du Xe siècle, Kahana ben Yosseph (Mar Cohen Tzedek), alla jusqu'à suggérer de nommer un Gaon de Soura honoraire, ayant son siège à Poumbedita. Diverses tentatives furent entreprises pour relever Soura, dont la plus mémorable est la nomination de Saadia Gaon. Celui-ci innova dans de nombreux domaines, dont la linguistique hébraïque, l'exégèse juive de la Bible, la philosophie juive, la liturgie juive et la Loi juive, et donna une nouvelle jeunesse au judaïsme babylonien. Samuel ben Hofni, traditionnellement considéré comme le dernier Gaon de Soura, eut également une influence considérable, mais insuffisante pour empêcher l'académie de fermer.
Poumbedita, quant à elle, termina l'ère des Gueonim en beauté, avec Sherira Gaon et son fils Haï Gaon (mort en 1038).
Une académie continua à exister à Bagdad pendant quelques siècles encore, mais elle ne joua plus jamais un rôle aussi important dans le judaïsme.
Plusieurs explications peuvent être avancées pour expliquer cet état de faits. Si le déclin du califat abbasside en Babylonie, et la montée de l'intolérance religieuse des Bouyyides sont souvent avancés, il en existait d'autres, internes au judaïsme : les luttes incessantes avec l'académie de la terre d'Israël, ou entre académies babyloniennes, qui affaiblissent le prestige des académies ; les luttes pour l'accession au gaonat, résultant le plus souvent en l'impossibilité pour un gaon d'exercer assez longtemps pour faire évoluer la situation ; les conflits entre gueonim et exilarques, qui les affaiblissent mutuellement et les empêche de s'occuper de la situation ; enfin, la montée de centre d'études, en Égypte, en Tunisie, au Caire et dans le sud de la France, s'émancipant progressivement de Babylone, détourne des académies babyloniennes les fonds alloués à leur entretien.

## Organisation des académies
Les académies babyloniennes étaient officiellement connues sous le terme judéo-araméen de metivta (équivalent de l'hébreu  yeshiva), session. Le doyen de l'académie était par conséquent appelé resh metivta (cf. hébreu rosh yeshiva). Selon la tradition, Rav Houna, successeur de Rav fut le premier à porter ce titre ; avant lui, le terme était resh sidra, « maître de l'organisation. » Resh metivta demeura la désignation officielle du doyen de l'académie jusqu'à la fin de la période gaonique ; le terme gaon ne s'y substituait pas, mais s'y adjoignait, prenant le sens de « son excellence. »
Les académies, à l'instar du Sanhédrin, jouaient le rôle d'autorité judiciaire suprême de leurs districts, c'est-à-dire le nord et le sud de la Babylonie (le centre étant, théoriquement tout au moins, sous la responsabilité de l'exilarque). Les responsa des Gueonim mentionnent d'ailleurs les membres du collège de l'école comme appartenant au « grand Sanhédrin » ou au « petit Sanhédrin. » Le Gaon occupait la fonction de Nassi, et son second celui de av beit din (président du tribunal rabbinique). Ce dernier rôle pouvait être tenu par des prétendants au gaonat, comme Haï Gaon.
D'autre part, elles étaient le centre mondial des études talmudiques, et acquirent, à partir de la seconde moitié de la période gaonique, une fonction encore plus importante, celle d'autorité consultative pour l'ensemble de la diaspora juive, à l'exception des possessions fatimides (qui comprenaient la terre d'Israël, l'Égypte et la Syrie). Les émissaires parvenaient souvent en Babylonie, chargés de dons pour la sustentation de l'académie, mais aussi de questions sur des points de rituel, de calendrier, de droit civil, etc. Aux académies la charge de leur fournir la réponse, dans une littérature appelée sheelot outeshouvot en hébreu, et responsa en latin. L'élaboration de ces responsa avait généralement lieu au cours de la kallah (« assemblée générale »).
La kallah, typique du judaïsme babylonien, et sans équivalent en terre d'Israël, avait déjà été instituée au temps des Amoraïm.
Du fait de la grande étendue de la Babylonie, et de la nécessité de réunir 71 Sages (car un grand Sanhédrin nécessite une assemblée de 71 personnes pour délibérer), deux Kallah se tenaient chaque année, à la morte-saison agricole (l'agriculture ayant été, jusqu'à l'établissement de la capitale du califat abbasside à Bagdad, l'activité traditionnelle des Juifs). La tenue et l'organisation de la Kallah, l'ordre de procédure et de hiérarchies sont relatées par Nathan HaBavli, un voyageur juif du Xe siècle :
Dans les mois de la kallah — c'est-à-dire en Eloul, à la fin de l'été, et en Adar, à la fin de l'hiver, les disciples se rendent depuis leurs divers lieux de résidence vers la réunion, après avoir préparé lors des cinq mois précédant le traité annoncé à la fin du précédent mois de la kallah par le directeur de l'académie. En Adar et en Eloul, ils se présentent devant le directeur, qui les examine sur ce traité. Ils s'assoient dans l'ordre de rang suivant : immédiatement à côté du président se trouve la première rangée, consistant en dix hommes ; sept d'entre eux sont les reshei kallah ; trois d'entre eux sont appelés ḥaverim [associés]. Chacun des sept reshei kallah a sous lui dix hommes appelés alloufim [maîtres]. Les 70 alloufim forment le Sanhédrin, et sont assis derrière la première rangée sus-mentionnée, sur sept rangs, leur face étant tournée vers le président.Derrière eux sont assis, sans place particulière, les autres membres de l'académie et les disciples assemblés
L'examen procède de la sorte : ceux qui sont assis au premier rang récitent à voix haute le sujet, tandis que les membres des autres rangées écoutent en silence. Lorsqu'ils arrivent à un passage qui requiert discussion ils en débattent parmi eux, le directeur prenant silencieusement note du sujet de la discussion. Le directeur donne ensuite lui-même un cours sur le traité en question, mettant en exergue les passages qui ont donné matière à discussion. Parfois, il adresse une question à l'assemblée concernant la manière selon laquelle une certaine halakha [stipulation légale] doit être expliquée : ceci ne doit être répondu que par le sage nommé par le directeur. Le directeur ajoute sa propre interprétation, et lorsque tout a été clarifié, l'une des personnes du premier rang se lève et fait un discours, destiné à toute l'assemblée, résumant les arguments sur le thème qu'on a considéré. [...] La quatrième semaine du mois de la kallah, les membres du Sanhédrin, ainsi que les autres disciples, sont examinés individuellement par le directeur, afin de prouver leur connaissance et capacité. Quiconque se montre insuffisamment préparé, est révoqué par le directeur, et menacé de se voir supprimer la bourse allouée pour sa subsistance. [...] Les questions qui ont été reçues de différents quartiers sont également discutées lors de ces assemblées de kallah en vue d'y apporter une réponse définitive. Le directeur écoute les opinions de l'assistance, et formule la décision, qui est immédiatement consignée par écrit. À la fin de ce mois, ces réponses collectives sont lues publiquement à l'assemblée, et signées par le directeur.
Ce récit, bien que datant de l'époque des Gueonim, aurait pu s'appliquer en grande partie à l'ère des Amoraïm. C'est d'ailleurs en grande partie au cours des Kallah successives que s'est élaboré le Talmud de Babylone.

#### Principales yeshivot
- Soura
- Poumbedita
- Nehardea

#### Autres Yeshivot
- Mata Mehassia
- Firouz Shabour
- Naresh
- Nehar Peqod